# Songs for the Philologists
Songs for the Philologists (lett. "Canti per i filologi") è il titolo di una raccolta di poesie e canti tradizionali di Eric Gordon e J.R.R. Tolkien.
A causa della sua travagliata storia editoriale, la raccolta è considerata la più rara opera legata a Tolkien. Si crede che siano rimaste in circolazione solo 14 copie della sua pubblicazione originale del 1936.

## Storia editoriale
Tra il 1921 e il 1926, dopo che gli venne assegnata una cattedra alla University of Leeds, Eric Gordon si dedicò alla stesura di poesie e canti in lingue antiche da utilizzare come materiale didattico per i suoi studenti. Gli scritti vennero trovati anni dopo da A. H. Smith, un ex studente della University College of London ed ex allievo di Gordon che, nel 1936, li pubblicò con un Impressum a suo nome insieme ad altre opere di Tolkien e alcuni canti tradizionali germanici. Non avendo effettuato alcun tipo di richiesta formale di pubblicazione a nessuno dei due autori, l'opera venne stampata privatamente in pochissime copie, la maggior parte delle quali venne perduta in un incendio, senza venir mai pubblicate.
Nonostante sia stata effettuata una ripubblicazione in tempi recenti, e il contenuto sia stato tradotto in inglese moderno, la raccolta è considerata, ancora oggi, estremamente rara.

## Contenuto
Songs for the Philologists presenta in totale 30 canti, 13 dei quali scritti da Tolkien, basate sulla musica di svariate canzoni popolari inglesi.

### Canti di Tolkien
- "From one to Five", sulla base musicale di Wise Men of Gotham
- "Syx Mynet", scritta in inglese antico sulla base musicale di I Love Sixpence
- "Ruddoc Hana", scritta in inglese antico sulla base musicale di Who Killed Cock Robin
- "Ides Ælfscýne", scritta in inglese antico sulla base musicale di Daddy Neptune
- "Bagmē Blōma", scritta in gotico sulla base di Lazy Sheep, è considerata l'opera più importante della raccolta, in essa viene mostrato l'amore che Tolkien possedeva per la natura.[4]
- "Éadig Béo þu!", scritta in inglese antico sulla base musicale di Twinkle, Twinkle, Little Star[4]
- "Ofer Wídne Gársecg", scritta in inglese antico sulla base musicale di The Marmaid
- "La Húru", scritta in inglese antico sulla base musicale di O'Reilly
- "I Sat upon a Bench", sulla base musicale di The Carrion Crow.
- "Natura Apis: Morali Ricardi Eremite", anche essa sulla base musicale di O'Reilly
- "The Root of the Boot", sulla base musicale The Fox Went Out, è stata ripubblicata più volte su varie edizioni di Lo Hobbit.
- "Frenchmen Froth", sulla base musicale di The Vicar of Bray
- "Lit' and Lang', sulla base di Polly Put the Kettle On[3]

### Canti di raccolti da Gordon
I restanti 17 canti sono, per la maggior parte, opere di altri autori raccolte da Gordon mentre, solo una piccola parte, sono opere scritte direttamente da quest'ultimo:
- "Grace", sulla base musicale di The King of France
- "Fara Með Víkingum", scritta in islandese dal poeta Egill Skallagrímsson
- "Já, láttu gamminn", scritta in islandese dall'ex primo ministro islandese Hannes Hafsteinù
- "Bring Us In Good Ale", scritta in inglese medio, l'autore resta sconosciuto
- "Björt Mey Og Hrein", traduzione in islandese di una canzone popolare polacca
- "Rokkvísa", scritta in islandese
- "Ólafur Liljurós", scritta in islandese
- "Gaudeamus", scritta in latino
- "Það liggur svo makalaust", scritta in islandese sulla base di O'Reilly
- "Su Klukka Heljar", scritta in islandese sulla base di The Bells of Hell, è un'opera originale di Gordon
- "Gubben Noak", scritta in svedese
- "Bí, bí Og Blaka", ninna nanna islandese di Sveinbjörn Egilsson
- "Guþ let vaxa", scritta in islandese da Hannes Hafsteinù sulla base di Laus Deo di Josef Haydn
- "Salve!", scritta in latino
- "Hwan ic béo déad", scritta principalmente in inglese antico, ma con alcune parti in gotico e scots
- "Vísur Íslendinga", scritta in islandese da Jónas Hallgrímsson
- "Gömul Kynni", scritta in islandese da Árni Pálsson sulla base delle opere di Robert Burns[5]